# David Link (Künstler)
David Link  (* 1971 in Düsseldorf) ist ein deutscher Künstler und Medientheoretiker.

## Werk
Link wurde bekannt über authentische Rekonstruktionen alter Computertechnik, insbesondere zufallsgesteuerter Liebespoesie des Manchester University Computer aus dem Jahre 1951, einem der frühesten Computer weltweit. Damit spielt Link mit der Ambivalenz der Turing-These, dass dichterische Phantasie algorithmisch konstituiert sei, wenn zwischen dem Output eines Computers einerseits und eines menschlichen Dichters andererseits nicht unterschieden werden könne.
Er gehörte zur Gründungsredaktion des Magazins ARTIC.